# علي أباد سالار (خبريز)
علي أباد سالار (بالفارسية: علی‌آباد سالار) هي قرية تقع في إيران في قسم خبریز الريفي. يقدر عدد سكانها بـ 527 نسمة .